# Frankenia thymifolia
Frankenia thymifolia es una especie perenne perteneciente a la familia Frankeniaceae. 

## Descripción
Es una planta perenne, leñosa con tallos que alcanzan un tamaño de 30 cm, arqueado-erectos, con menor frecuencia decumbentes, muy ramificados en la base. Las hojas triangular-oblongas, con margen revoluto. Inflorescencias espiciformes, terminales, flores normalmente en disposición unilateral. el fruto es una cápsula oligosperma.

## Taxonomía
Frankenia thymifolia fue descrita por René Louiche Desfontaines y publicado en Flora Atlantica 1: 316. 1798.
Citología
Número de cromosomas de Frankenia thymifolia (Fam. Frankeniaceae) y táxones infraespecíficos:  2n=10
Sinonimia
- Frankenia reuteri Boiss.	[4]

## Nombres comunes
- En España:  guadramón, nudosilla barbada, sansero, sapera (2), sosa, tomillo sansero, tomillo sapero.(el número entre paréntesis indica las especies que tienen el mismo nombre en España)[5]